# Semič
Semič – wieś w Słowenii, siedziba gminy Semič. W 2018 roku liczyła 1985 mieszkańców.